# Inter Godfather's
Inter Godfather's, trước đây còn có tên là Fiesta Inter Saipan, là một câu lạc bộ bóng đá Quần đảo Bắc Mariana đang thi đấu tại Giải bóng đá hạng nhất quốc gia Quần đảo Bắc Mariana đến từ Garapan trên đảo Saipan, là một phần của  khối Thịnh vượng chung Hoa Kỳ của Quần đảo Bắc Mariana (CNMI).  Câu lạc bộ đã 5 lần giành chức vô địch ở Giải bóng đá hạng nhất quốc gia Quần đảo Bắc Mariana từ năm 2007 đến năm 2011.

## Danh hiệu
| Danh hiệu                                            | Số danh hiệu | Năm                                               |
| ---------------------------------------------------- | ------------ | ------------------------------------------------- |
| Giải bóng đá hạng nhất quốc gia Quần đảo Bắc Mariana | 5            | 2007, 2008 (Mùa xuân), 2008 (Mùa thu), 2009, 2011 |